# Talal al-Fadhel
Talal al-Fadhel (ur. 11 sierpnia 1990) – kuwejcki piłkarz występujący na pozycji obrońcy w kuwejckiej drużynie Al Kuwait Kaifan. Zdobywca mistrzostwa Kuwejtu w barwach Al Kuwait Kaifan oraz pucharu Kuwejtu w drużynie Kazma SC.

## Kariera reprezentacyjna
Al-Fadhel zadebiutował w reprezentacji Kuwejtu 25 czerwca 2012 roku w wygranym 2:0 meczu z reprezentacją Palestyny. Al-Fadhel zagrał wtedy cały mecz. Znalazł się w kadrze Kuwejtu na Puchar Azji 2015.
Stan na 24 lipca 2018
| Reprezentacja | Rok     | Mecze | Bramki |
| ------------- | ------- | ----- | ------ |
| Kuwejt        | 2012    | 3     | 0      |
| Kuwejt        | 2013    | 1     | 0      |
| Kuwejt        | 2014    | 1     | 0      |
| Kuwejt        | 2018    | 4     | 0      |
| Ogólnie       | Ogólnie | 9     | 0      |

## Sukcesy

### Al Kuwait Kaifan
- Mistrzostwo Kuwejtu: 2017/18

### Kazma SC
- Puchar Kuwejtu: 2010/11